# Atropoides olmec
Espèce
Synonymes
- Porthidium olmec
Pérez-Higareda, Smith & Juliá-Zertuche, 1985

Statut de conservation UICN

 LC  : Préoccupation mineure
Atropoides olmec est une espèce de serpents de la famille des Viperidae. 

## Répartition
Cette espèce est endémique du Mexique. Elle se rencontre dans la Sierra de los Tuxtlas dans le sud du Veracruz.

## Description
C'est un serpent venimeux.

## Publication originale
- Pérez-Higareda, Smith & Juliá-Zertuche, 1985 : A new jumping viper, Porthidium olmec, from southern Veracruz, Mexico (Serpentes: Viperidae). Bulletin of the Maryland Herpetological Society, vol. 21, n. 3, p. 97-106.